# Raymond Kojitsky
Pour les articles homonymes, voir Pivert.
Raymond Kojitsky, dit Pivert, né le 27 septembre 1926 à Paris 12e où il est mort le 23 mars 2016,, est un résistant français. Il appartient aux FTP-MOI et au groupe de Missak Manouchian.

## Biographie
Raymond Kojitsky naît dans une famille juive polonaise de Ménilmontant. Il entre dans la Résistance à seize ans en participant avec les Jeunesses communistes juives à des lâchers de tracts et des incendies de poteaux indicateurs allemands fin 1942. Il est ensuite intégré en janvier 1943 aux équipes de la MOI, sous la direction d'Henri Krasucki. Il accomplit son premier grenadage place Cambronne, contre un garage militaire de l'armée allemande. Le 15 février 1943, il lance une grenade contre une voiture réservée aux soldats allemands dans une rame de métro, à la station Alma-Marceau. Le 9 mars 1943, troisième action avec Meyer List dit « Plombier » à l'école militaire. En mai 1943, il est blessé alors qu'il venait de jeter une grenade sur un détachement allemand. Après l'arrestation d'Henri Krasucki en mars 1943, il passe sous les ordres de Manouchian.
Il échappe au démantèlement du groupe par les nazis du fait d'une brouille avec l'un de ses coéquipiers, « Marcel », à savoir Leo Kneler, à la suite de l'attentat du parc Monceau le 19 août 1943. Marcel lui reproche de ne pas avoir couvert Alfonso, auteur du coup de pistolet mortel contre un major allemand : Pivert arrête alors sa collaboration avec la MOI. Il est ainsi sauvé par Marcel quelques mois avant l'arrestation du groupe des 23, qu'il attribue à un autre membre de la MOI, Joseph Davidovitch.
Il meurt le 23 mars 2016à Paris.

## Décorations
- Médaille du Grand Vermeil de la ville de Paris décernée par Mme La Maire Adjointe de la ville de Paris Anne Hidalgo le 16 mai 2013.
- Chevalier de la Légion d'honneur[6]. décernée par le Président François Hollande au Palais de l'Élysée le 18 mars 2014.

## Publication
- Raymond Kojitsky, Daniel Goldenberg, Pivert, un résistant ordinaire, Calmann-Lévy, 1991.

## Documentaire
- Mosco Boucault, Des Terroristes à la retraite, 1985.